# Mitridat I. (satrap)
Mitridat I. (grč. Mιθριδάτης; Mithridates) je bio satrap maloazijske pokrajine Pont. Prema Ksenofontu, na vlast je došao kao sin Ariobarzana I., izdavši oca svom nadređenom, perzijskom kralju. Povjesničari spore je li Mitridat ista osoba kao i Mitridat koji je bio među pristašama pobunjenog perzijskog princa Kira Mlađeg u bitci kod Kunakse, odnosno Mitridat kojeg Aristotel opisuje kao satrapa Kapadocije. U svakom slučaju, Mitridat je zadržao vlast nad Pontom sve do 363. pr. Kr. kada ga je (vjerojatno nakon smrti) naslijedio sin Ariobarzan II.

## Poveznice
- Kir Mlađi
- Ariobarzan I.
- Ariobarzan II.

| Prethodnik:   | Satrap Ponta (? - 363. pr. Kr.) | Nasljednik:                          |
| Ariobarzan I. | Satrap Ponta (? - 363. pr. Kr.) | Ariobarzan II. (363. - 337. pr. Kr.) |

## Vanjske poveznice
- Mitridat (Mithridates), AncientLibrary.com  Arhivirana inačica izvorne stranice od 26. listopada 2005. (Wayback Machine)